# Estación Camaragibe
La Estación Camaragibe es una de las estaciones del Metro de Recife, situada en Camaragibe, al lado de la Estación Cosme e Damião. Es una de las estaciones terminales de la Línea Centro del Metro de Recife.
Fue inaugurada en 2002 y atiende a habitantes y trabajadores de la ciudad de Camaragibe. Permite la intermodalidad con líneas de autobús a través de una terminal cerrada del Sistema Estructural Integrado (SEI).

## S.E.I.
La estación permite la integración con 16 líneas de autobús:
- 450 - Camaragibe (Conde da Boa Vista)
- 460 - Camaragibe (Príncipe)
- 463 - Araçoiaba / Camaragibe
- 466 - Vera Cruz (Integración)
- 467 - Chã da Cruz (Integración)
- 469 - Camaragibe / CDU
- 473 - Lote Juan Pablo II (Integración)
- 475 - Timbi (Integración)
- 476 - Santa Mônica (Integración)
- 477 - Santa Terezinha (Integración)
- 478 - Santana (Integración)
- 480 - Camaragibe / Derby
- 487 - Várzea Fria / TI Camaragibe
- 490 - Camaragibe / Macaxeira
- 491 - Son Lourenço / Camaragibe
- 493 - Tiúma / Camaragibe